# Saint-Germain-de-Confolens
Pour les articles homonymes, voir Saint-Germain.
Saint-Germain-de-Confolens (prononcer [sɛ̃ʒeʀmɛ̃dəkɔ̃fɔlɑ̃]) est une ancienne commune du sud-ouest de la France, située dans le département de la Charente, en région Nouvelle-Aquitaine, devenue le 1er janvier 2016 une commune déléguée au sein de la commune nouvelle de Confolens.
Ses habitants sont les Saint-Germanotis.

## Géographie

### Localisation et accès
Saint-Germain-de-Confolens est une commune de la Charente limousine située à 4 km au nord de Confolens et 60 km au nord-est d'Angoulême, sur la rive droite de la Vienne. C'est la plus petite du canton de Confolens-Sud.
Saint-Germain est aussi à 29 km de Bellac, 51 km de Limoges et 65 km de Poitiers.
La voie de communication la plus importante est la D 952 qui longe la rive droite de la Vienne, provenant de Confolens au sud, ancienne route nationale 151bis, et rejoignant la déviation de Confolens au nord, route d'Angoulême à Nevers, actuellement route Centre-Europe Atlantique se dirigeant vers Guéret et Montluçon par Bellac. La déviation de Confolens traverse l'ouest de la commune.
Le bourg de Saint-Germain se blottit entre la Vienne et la colline escarpée dominant le confluent de l'Issoire, et qui supporte l'église et les ruines de son château.
La commune est en fait sur les deux rives de la Vienne. Elle a une forme étirée d'est en ouest et comporte un étranglement sur la rivière, qui sépare les communes de Lessac et Esse, distantes seulement de 100 m à cet endroit.

### Hameaux et lieux-dits

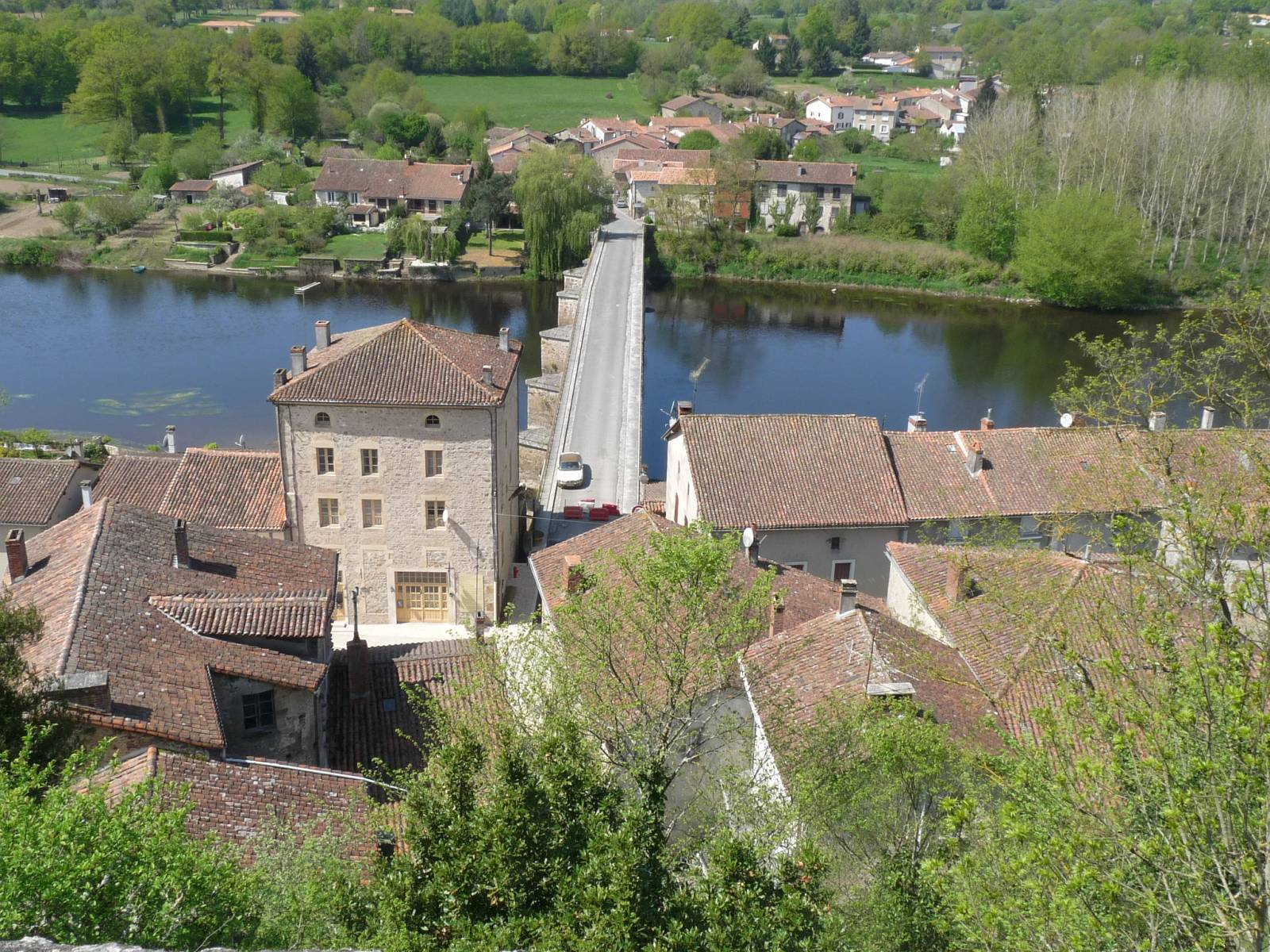
Sainte-Radegonde et le pont sur la Vienne

Le hameau de Sainte-Radegonde avec sa chapelle, situé sur la rive gauche de la Vienne dans la commune de Lessac, est en réalité un faubourg de Saint-Germain ; il est relié à Saint-Germain par un vieux pont du XIVe siècle.
La partie ouest de la commune porte le hameau de l'Avancée.

### Communes limitrophes
| Lessac |                            |         |
|        | Saint-Germain-de-Confolens | Brillac |
|        | Confolens                  | Esse    |

### Géologie et relief
Comme toute cette partie nord-est du département de la Charente qu'on appelle la Charente limousine, la commune se trouve sur le plateau du Limousin, partie occidentale du Massif central, composé de roches cristallines et métamorphiques, relique de la chaîne hercynienne.
Le sous-sol de la commune est essentiellement du granit, avec de la diorite à l'ouest de la Vienne,,.
La commune est traversée par la vallée de la Vienne qui entaille le plateau limousin. Le point le plus bas est à 122 m au confluent de l'Issoire, et le point le plus haut est à 213 m d'altitude, sur la limite nord-est après le Chambon. La colline du château culmine à 164 m, et 192 m à Bellevue, formant un promontoire qui surplombe les deux vallées.

### Hydrographie

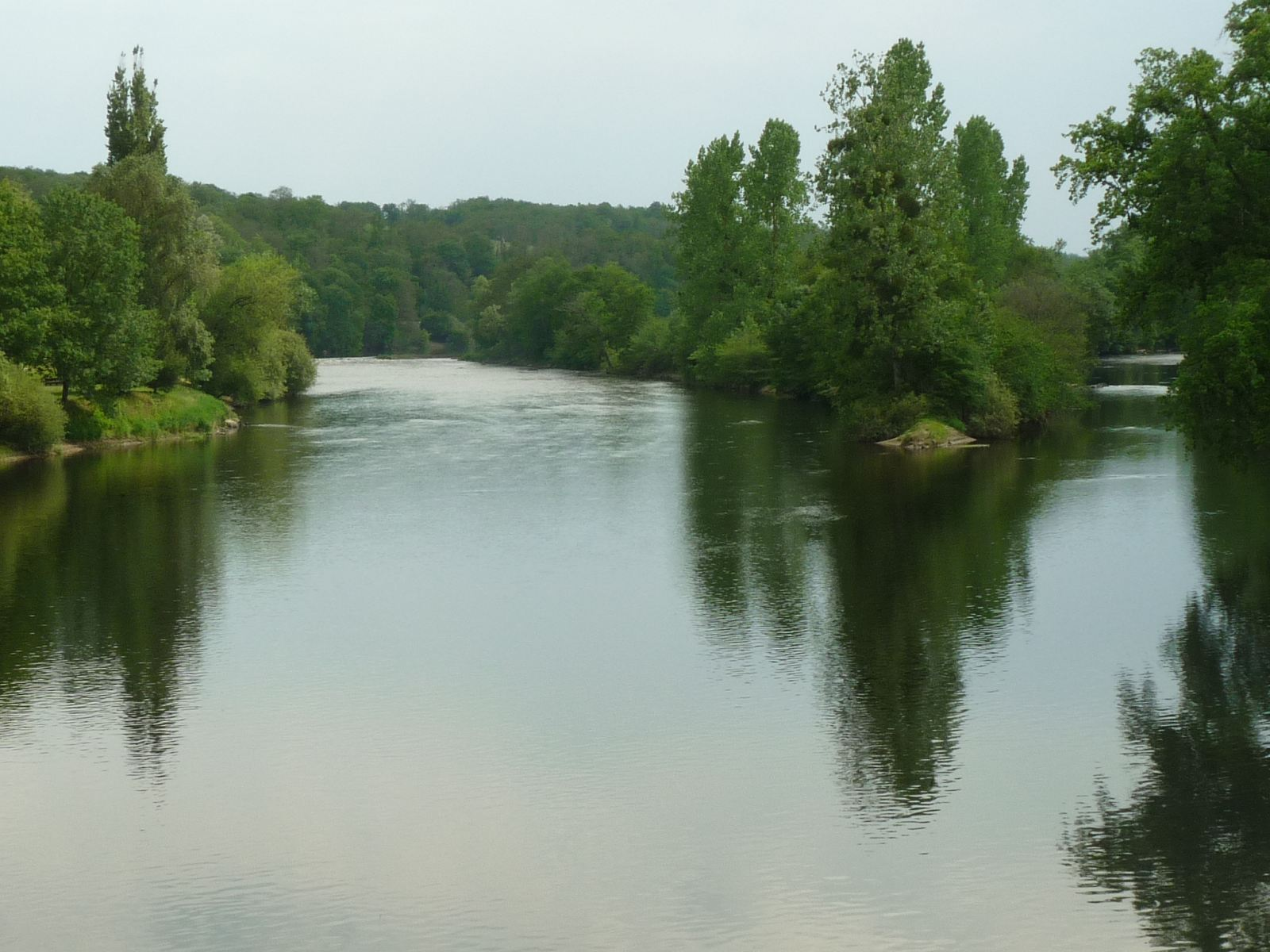
La Vienne vue vers l'amont et l'île Sainte-Madeleine

La commune est baignée par la Vienne et son affluent, l'Issoire, qui se réunissent à la sortie du bourg. La Martinie, petit affluent de la Vienne, limite la commune au sud-ouest.

### Climat
Le climat est océanique dégradé. C'est celui de la Charente limousine, plus humide et plus frais que celui du reste du département.

## Toponymie
Les formes anciennes sont Sancti Germani castrum en 1090, Sanctus Geremanus supra Vegennam ou de Riperia (Saint-Germain-sur-Vienne, ou de la Rivière).
Saint Germain était évêque gaulois d'Auxerre, mort en 448,. 
La commune a été créée Saint-Germain en 1793; elle s'appelait aussi Saint-Germain-sur-Vienne en 1801. En 1956, elle est devenue Saint-Germain-de-Confolens, en même temps que Saint-Germain dans le canton de Montbron s'est appelée Saint-Germain-de-Montbron pour éviter la confusion.

### Dialecte
La commune est dans la partie occitane de la Charente qui en occupe le tiers oriental, et le dialecte est limousin. 
Elle se nomme Sent German en occitan.

## Histoire
Au Moyen Âge, la châtellenie de Saint-Germain est une des plus importantes de la Basse-Marche, dont elle dépend. Elle s'étend sur les deux rives de la Vienne, mais principalement sur la rive droite, et son territoire est réparti entre 20 paroisses.
Après être restée pendant longtemps aux mains des comtes de la Marche, la châtellenie de Saint-Germain passe dans la puissante famille de Mortemart, l'une des plus importantes du Limousin.
En 1205,, le mariage d'Alix de Mortemart, dame de Saint-Germain, avec Aymery, seigneur de Rochechouart, fait passer la seigneurie de Saint-Germain dans cette dernière famille. Des trois enfants d'Alix et d'Aymery, c'est le cadet, Foucaud, qui devient seigneur de Saint-Germain.
Vers la fin du XVe siècle, la châtellenie est acquise par Gauthier de Pérusse d'Escars, qui a épousé une fille de Louis de Montberon, seigneur de Fontaine-Chalendray, et de Radegonde de Rochechouart-Mortemar. C'est un grand personnage, seigneur de Saint-Germain, de La Vauguyon et autres lieux, conseiller et chambellan du roi Charles VIII, sénéchal du Périgord et de la Marche, et premier chambellan du duc de Bourbon.
Son fils François d'Escars, hérite de ses domaines et est conseiller et chambellan du roi François Ier, gentilhomme ordinaire de la chambre, capitaine de 50 hommes d'armes, maréchal et sénéchal du Bourbonnais.
Jean de Pérusse d'Escars, fils de François, est également un personnage important. Il est désigné comme ayant réuni pour quelque temps la seigneurie de Confolens à celle de Saint-Germain. Il meurt le 21 septembre 1595.
Par la suite, le château de Saint-Germain passe de la famille d'Escars (aussi orthographiée des Cars) à celle d'Armentières, qui le possède encore à la veille de la Révolution.
Ses ruines sont, au début du XXe siècle, la possession du prince de Ligne, comme héritier du dernier des d'Armentières.

## Administration

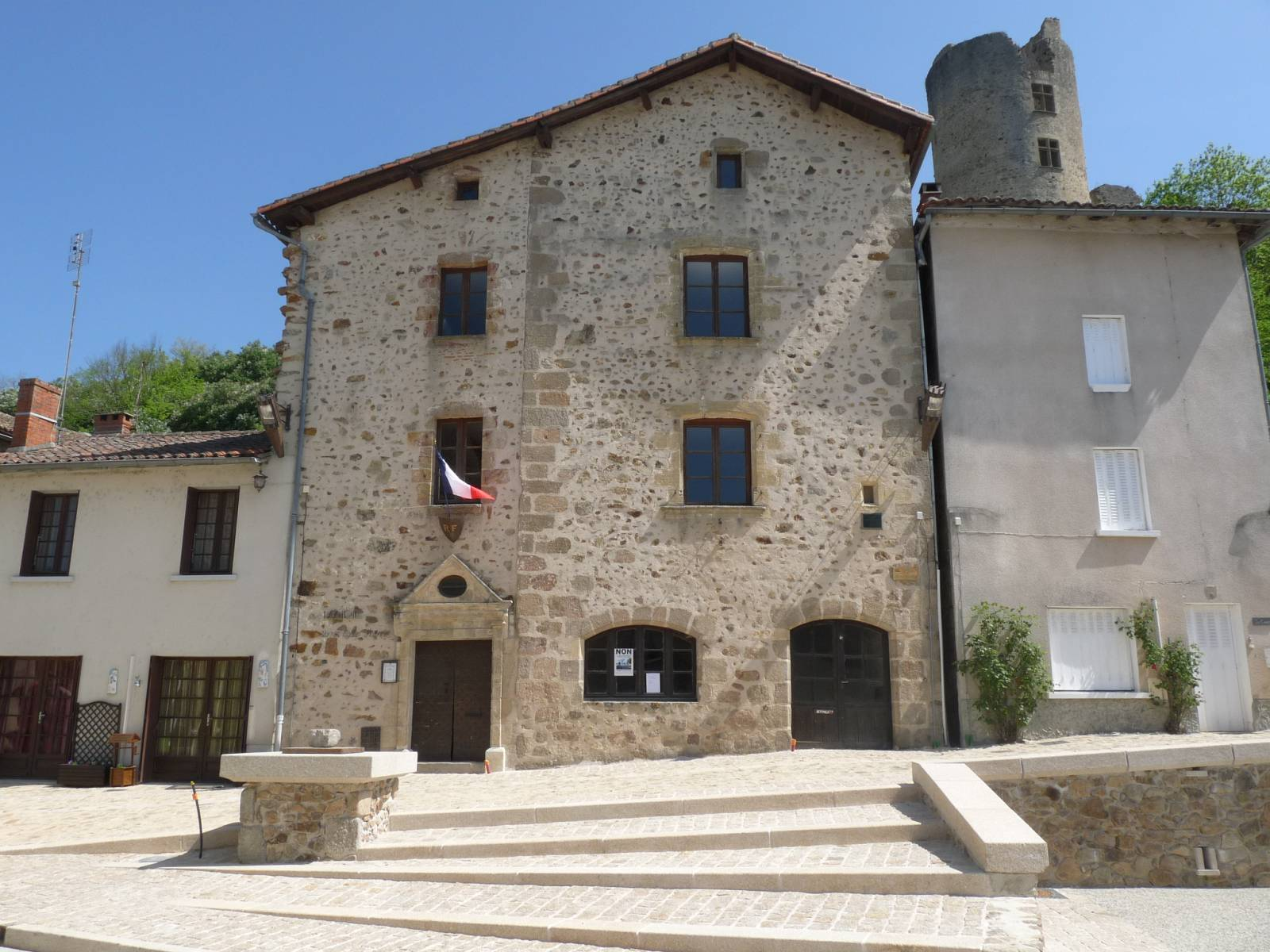
La mairie en 2011

| Période                                  | Période       | Identité          | Étiquette | Qualité                   |
| ---------------------------------------- | ------------- | ----------------- | --------- | ------------------------- |
| Les données manquantes sont à compléter. |               |                   |           |                           |
| 1995                                     | 2008          | Laurent Place     | SE        | Restaurateur              |
| 2008                                     | 2014          | Yvon Deniel       | SE        | Retraité cadre commercial |
| 2014                                     | décembre 2015 | Emmanuel Gaultier | SE        | Docteur en Pharmacie      |

## Démographie

### Évolution démographique
L'évolution du nombre d'habitants est connue à travers les recensements de la population effectués dans la commune depuis 1793. À partir du 1er janvier 2009, les populations légales des communes sont publiées annuellement dans le cadre d'un recensement qui repose désormais sur une collecte d'information annuelle, concernant successivement tous les territoires communaux au cours d'une période de cinq ans. 
Pour les communes de moins de 10 000 habitants, une enquête de recensement portant sur toute la population est réalisée tous les cinq ans, les populations légales des années intermédiaires étant quant à elles estimées par interpolation ou extrapolation. Pour la commune, le premier recensement exhaustif entrant dans le cadre du nouveau dispositif a été réalisé en 2004,.
En 2013, la commune comptait 84 habitants, en évolution de −12,5 % par rapport à 2008 (Charente : +0,65 %, France hors Mayotte : +2,49 %).
| 1793 | 1800 | 1806 | 1821 | 1831 | 1841 | 1846 | 1851 | 1856 |
| ---- | ---- | ---- | ---- | ---- | ---- | ---- | ---- | ---- |
| 373  | 338  | 350  | 385  | 391  | 385  | 355  | 356  | 360  |

| 1861 | 1866 | 1872 | 1876 | 1881 | 1886 | 1891 | 1896 | 1901 |
| ---- | ---- | ---- | ---- | ---- | ---- | ---- | ---- | ---- |
| 330  | 321  | 315  | 323  | 365  | 369  | 391  | 350  | 341  |

| 1906 | 1911 | 1921 | 1926 | 1931 | 1936 | 1946 | 1954 | 1962 |
| ---- | ---- | ---- | ---- | ---- | ---- | ---- | ---- | ---- |
| 344  | 330  | 296  | 260  | 245  | 256  | 280  | 271  | 258  |

| 1968 | 1975 | 1982 | 1990 | 1999 | 2004 | 2009 | 2013 | - |
| ---- | ---- | ---- | ---- | ---- | ---- | ---- | ---- | - |
| 240  | 165  | 128  | 109  | 98   | 103  | 93   | 84   | - |

### Pyramide des âges
| Hommes | Classe d’âge | Femmes |
| ------ | ------------ | ------ |
| 0,0    | 90 ans ou +  | 0,0    |
| 13,0   | 75 à 89 ans  | 19,1   |
| 30,4   | 60 à 74 ans  | 21,3   |
| 21,7   | 45 à 59 ans  | 25,5   |
| 13,0   | 30 à 44 ans  | 17,0   |
| 10,9   | 15 à 29 ans  | 6,4    |
| 10,9   | 0 à 14 ans   | 10,6   |

| Hommes | Classe d’âge | Femmes |
| ------ | ------------ | ------ |
| 0,5    | 90 ans ou +  | 1,6    |
| 8,2    | 75 à 89 ans  | 11,8   |
| 15,2   | 60 à 74 ans  | 15,8   |
| 22,3   | 45 à 59 ans  | 21,5   |
| 20,0   | 30 à 44 ans  | 19,2   |
| 16,7   | 15 à 29 ans  | 14,7   |
| 17,1   | 0 à 14 ans   | 15,4   |

## Économie
Carrière de granit Iribarren à la sortie nord de Saint-Germain.

## Lieux et monuments

### Patrimoine religieux
- L'église paroissiale Saint-Vincent, du XIIe siècle, était autrefois comprise dans l'enceinte du château ; c'est un édifice de l'ère ogivale primitive, formant une croix grecque, à quatre bras à peu près égaux; elle est construite au-dessus d'une crypte très profonde datant vraisemblablement de la même époque. Elle est inscrite monument historique depuis 1973[22].

L'église Saint-Vincent
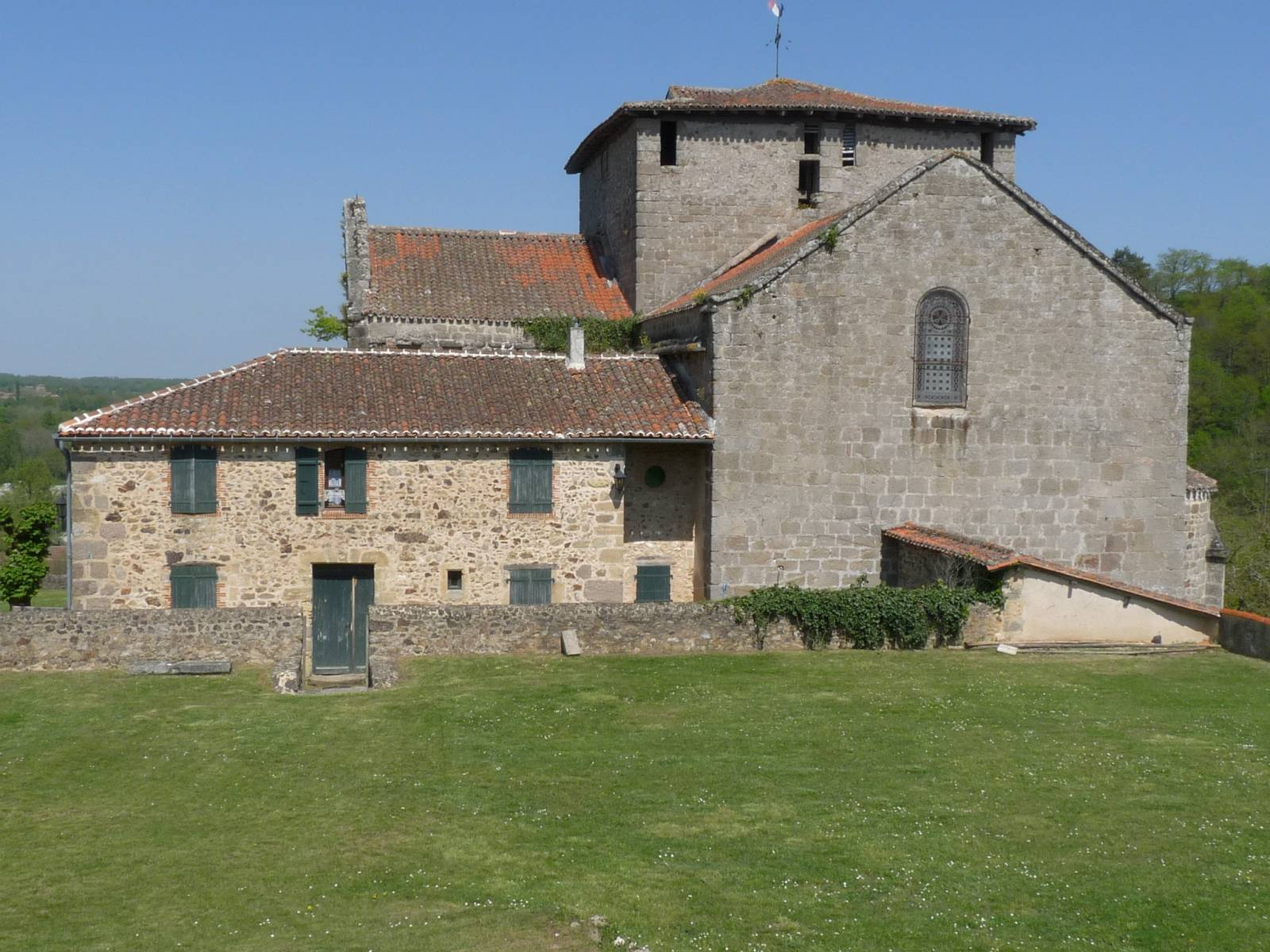
Vue depuis le château
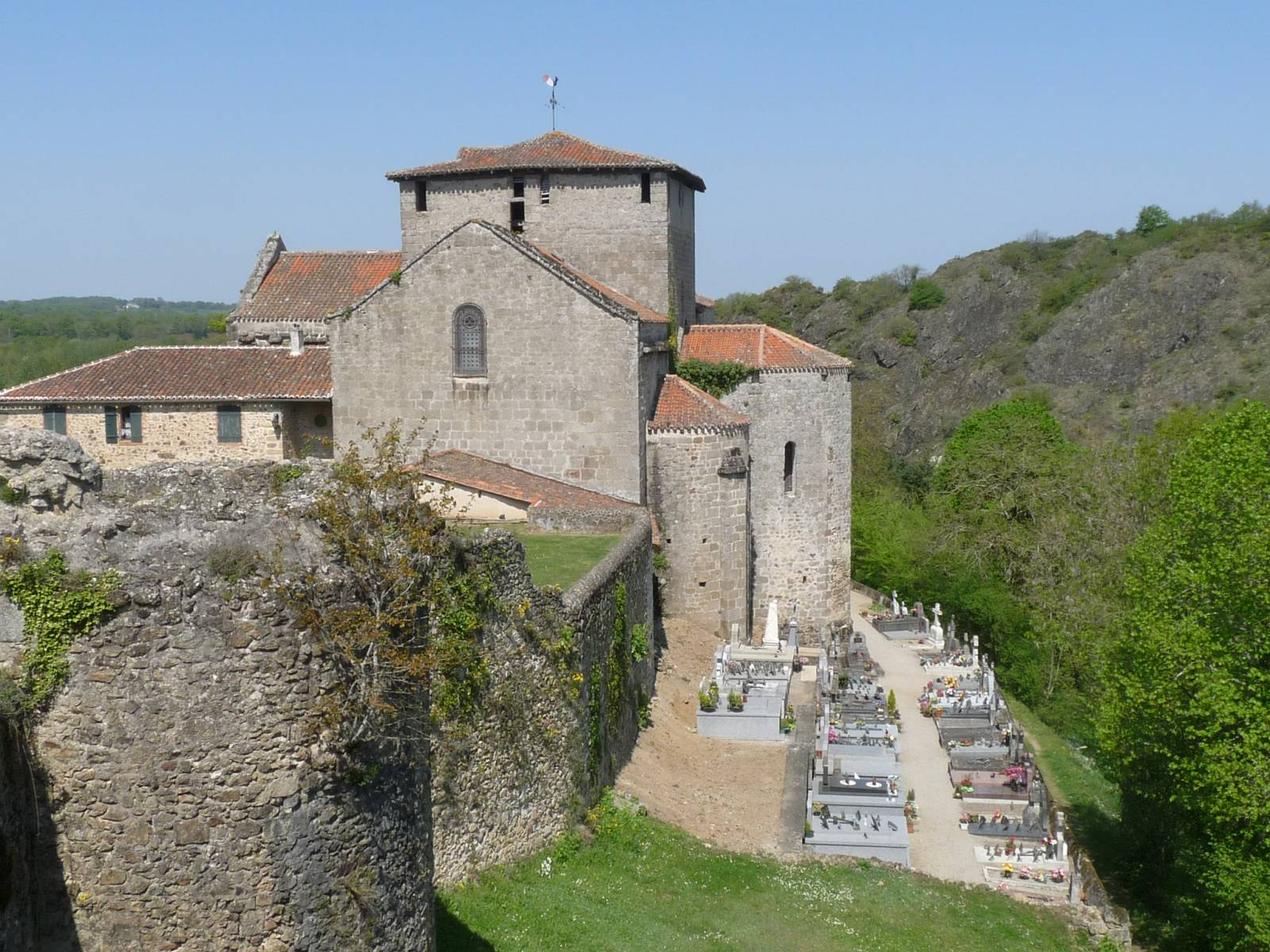
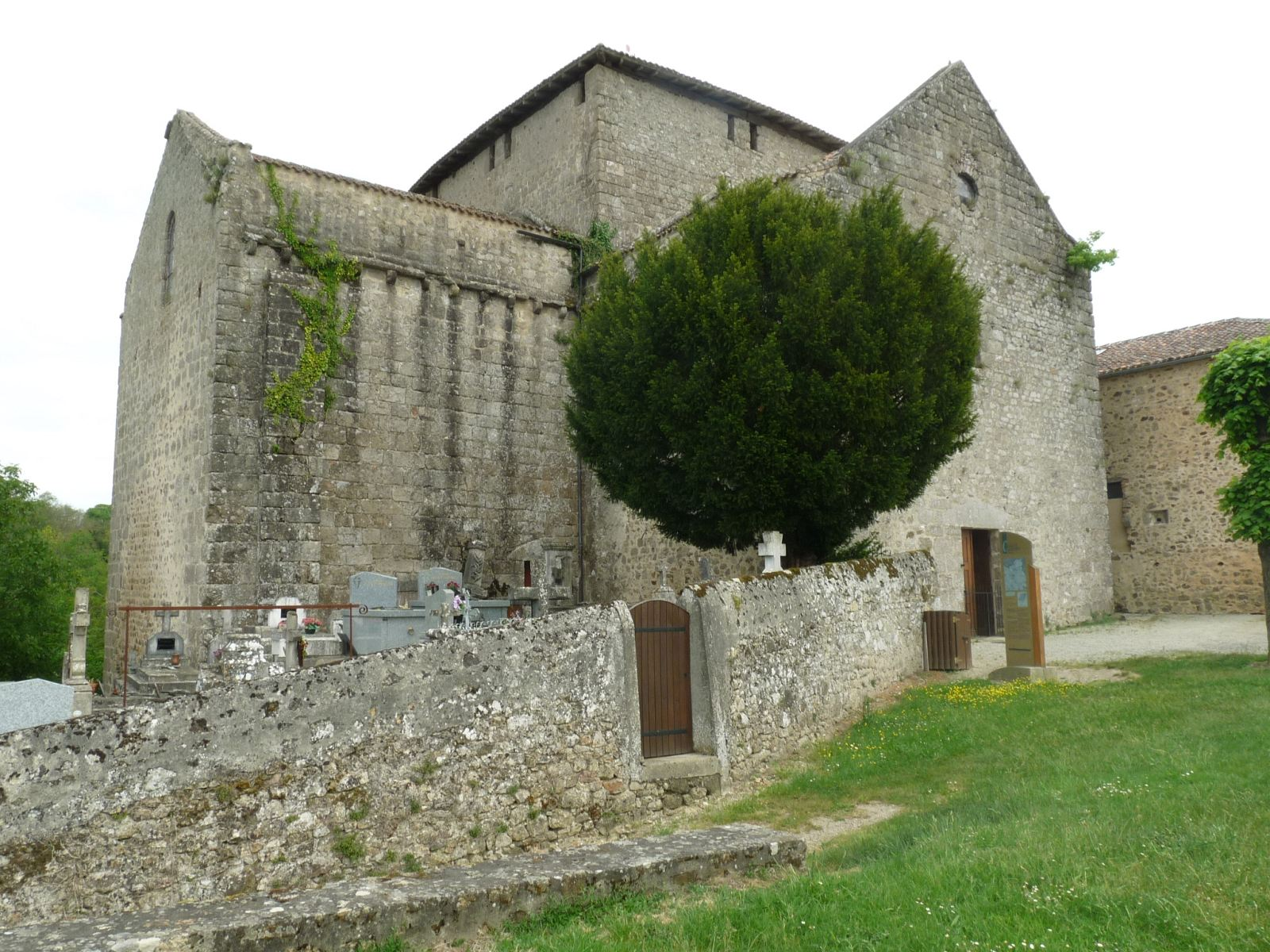
L'entrée et le cimetière
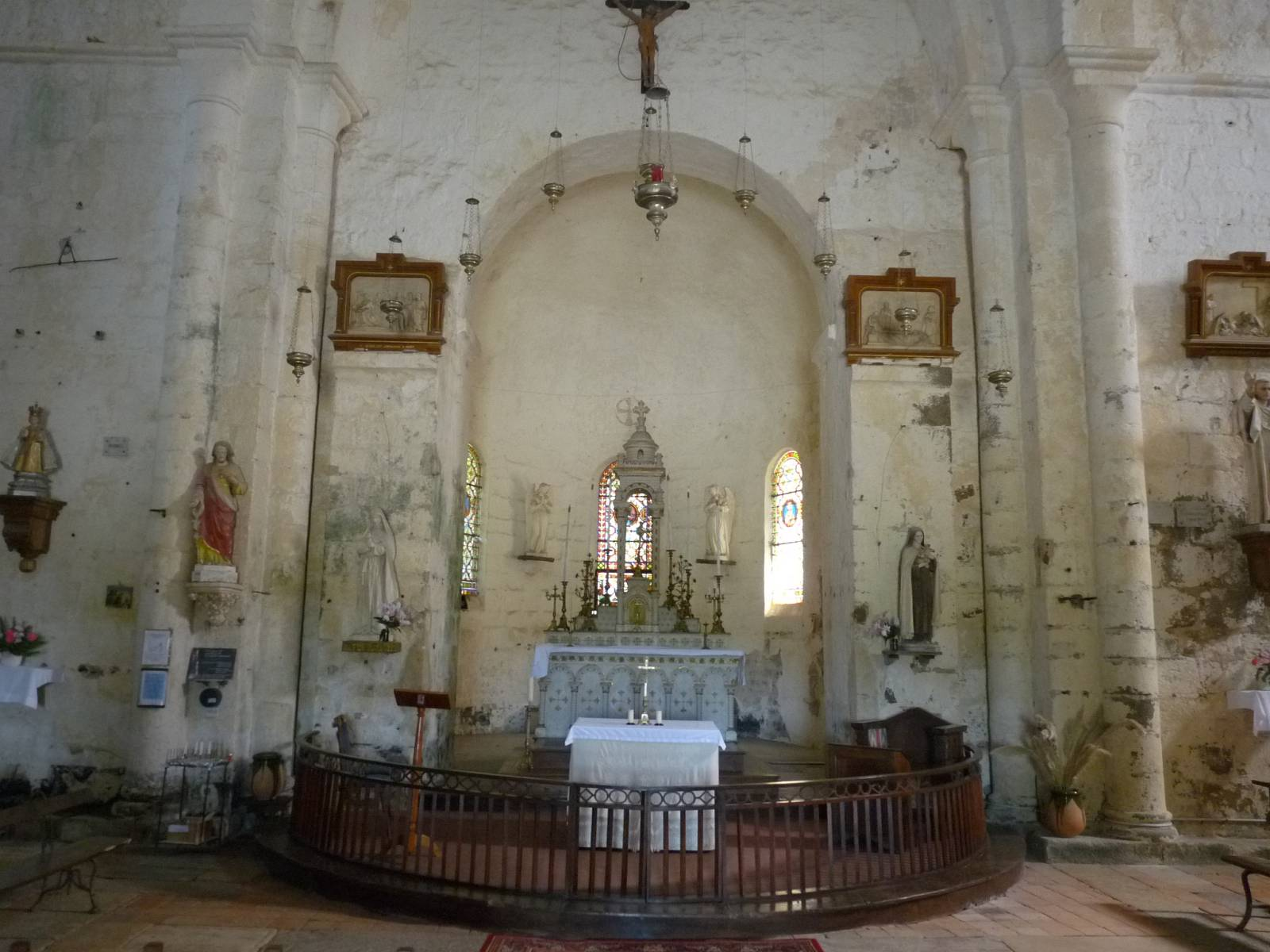
L'intérieur

### Patrimoine civil
- Les ruines du château de Saint-Germain, du XVe siècle[23], consistent en deux énormes tours, reliées entre elles par un corps de bâtiment. Ces tours ont la particularité d'être rondes à l'extérieur et carrées à l'intérieur, juchées au sommet d'une haute colline dominant le bourg. Il est inscrit monument historique depuis 1925[24].

- Le pont médiéval relie Sainte-Radegonde (commune de Lessac) à Saint-Germain. C'est une construction du XIVe siècle, contemporain et peut-être antérieur à celui de Confolens. Les arches d'amont, au lieu d'être en encorbellement, sont en arête vive. Malheureusement, lors de son élargissement vers la fin du XIXe siècle, il a subi une restauration qui lui a enlevé presque entièrement son caractère de vétusté et son côté pittoresque.

- Le dolmen de Sainte-Madeleine est situé sur une île sur la Vienne, il appartient à la commune de Lessac.

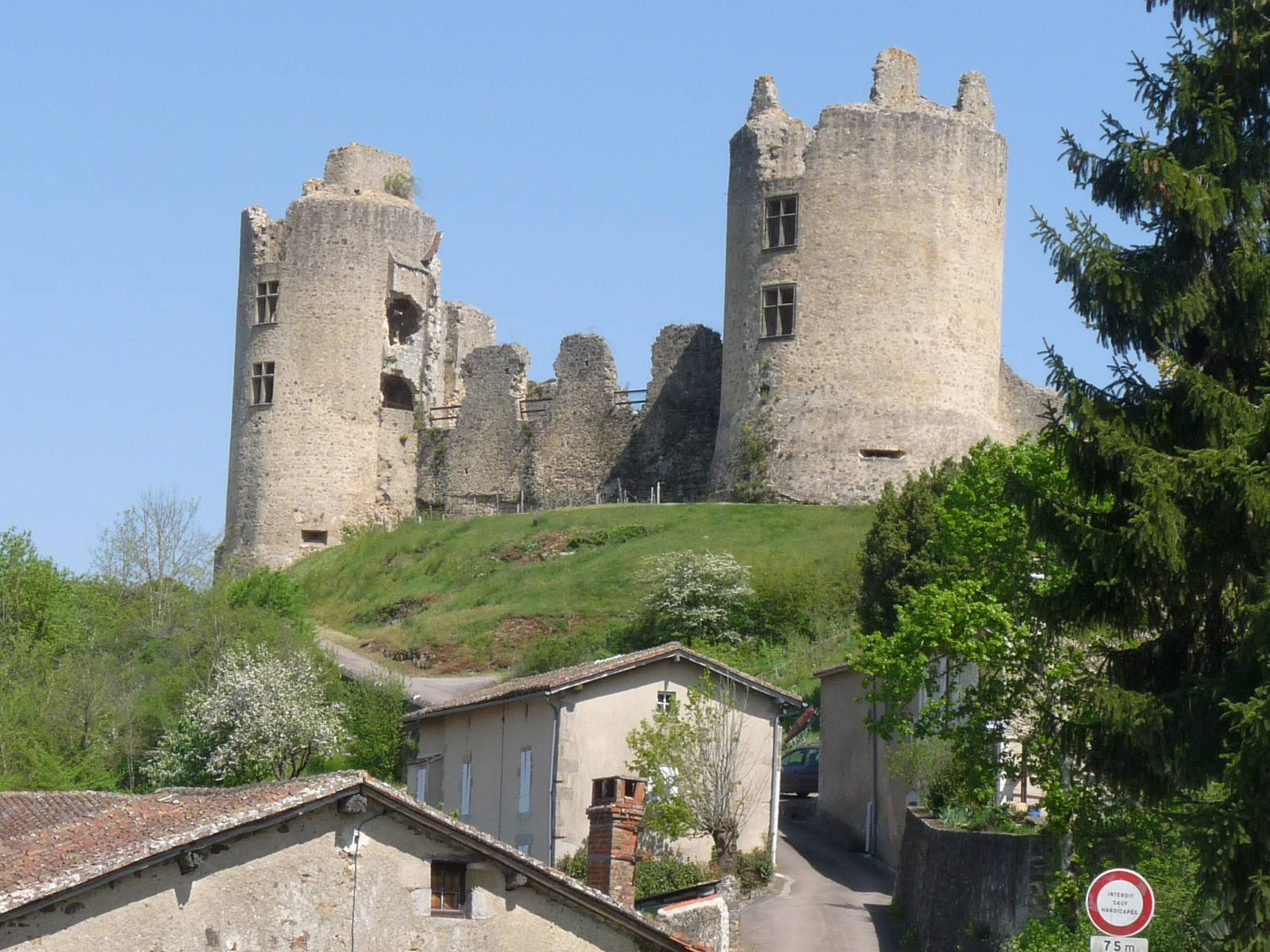
Le château vu de la route d'accès
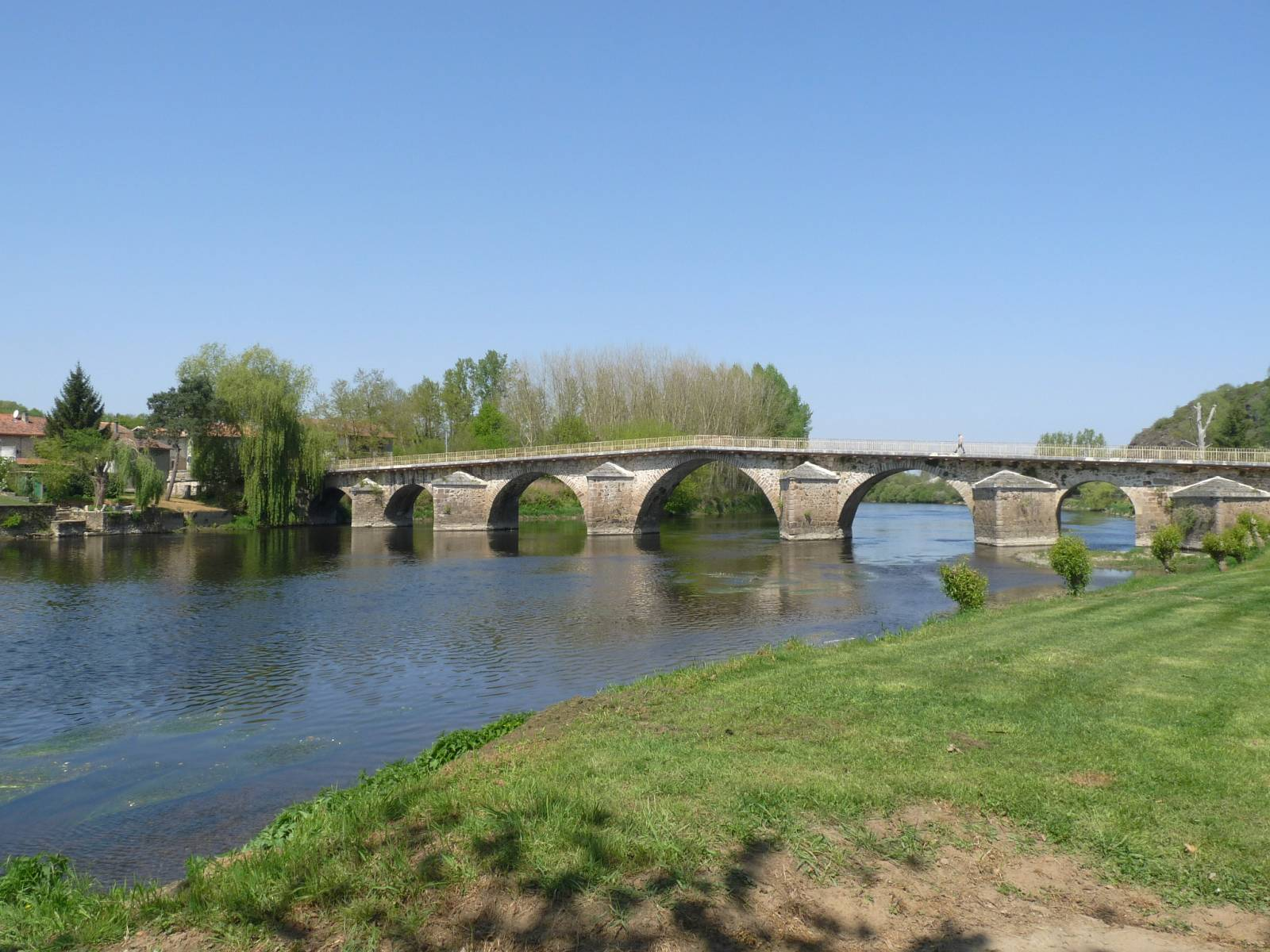
Le pont sur la Vienne

### Patrimoine environnemental
La croix de Bellevue est située au-dessus des ruines du château ; on y découvre un magnifique panorama, avec au  pied, l'Issoire qui coule dans une vallée sinueuse et sauvage, et à l'horizon les monts de Blond.
Le barrage sur l'Issoire a été construit en 1973 pour assurer l'approvisionnement en eau potable (après traitements) du Syndicat d'eau potable du Confolentais.
Le GR 48, qui longe la rive droite de la Vienne, passe au château.
Le sentier de la Mandragore, sentier GRP (Grande randonnée de pays, balisé en rouge et jaune), bifurque du GR 48 à la Grange Terrou et remonte la vallée de l'Issoire en direction d'Esse.

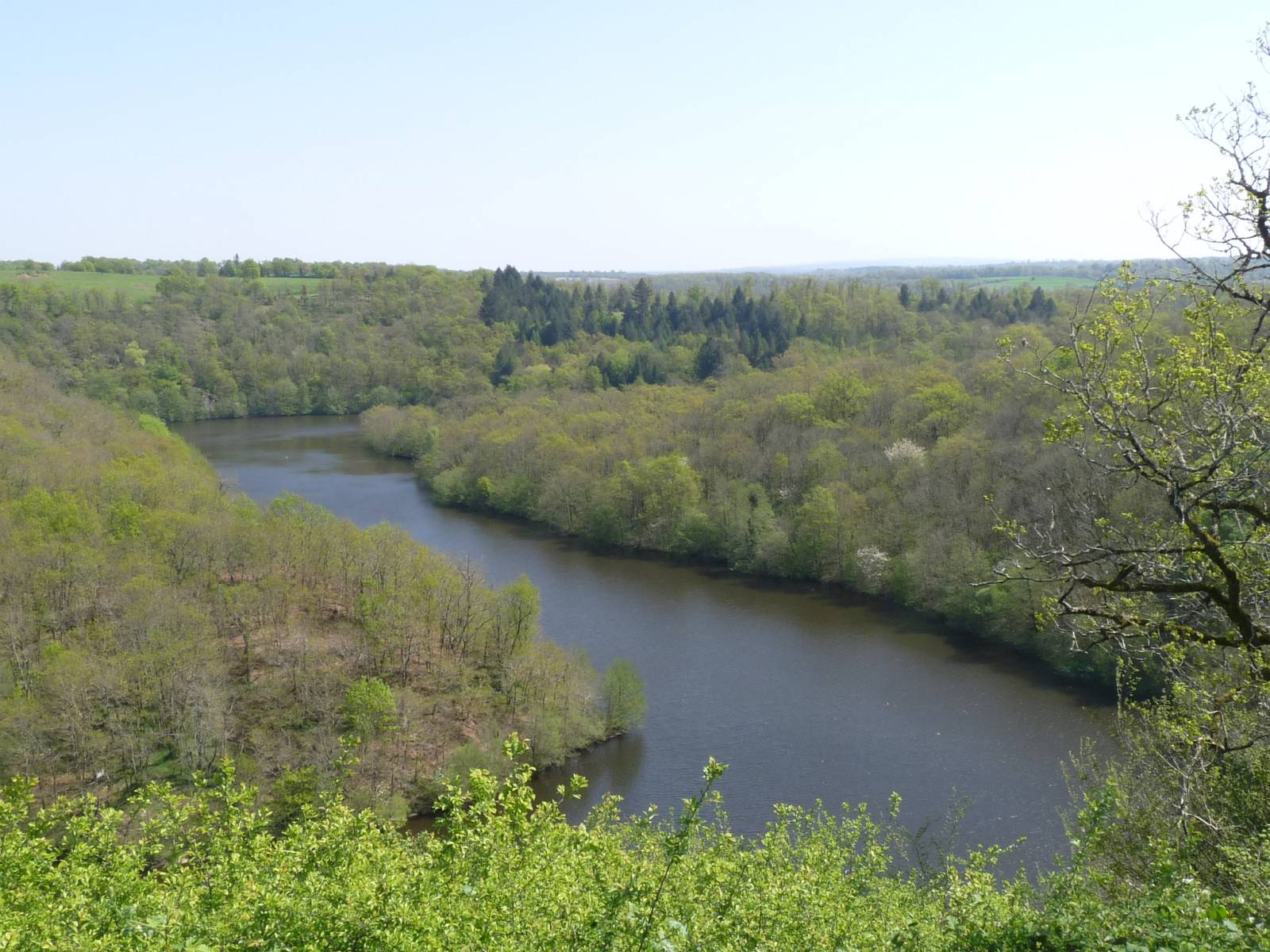
L'Issoire vue de Bellevue
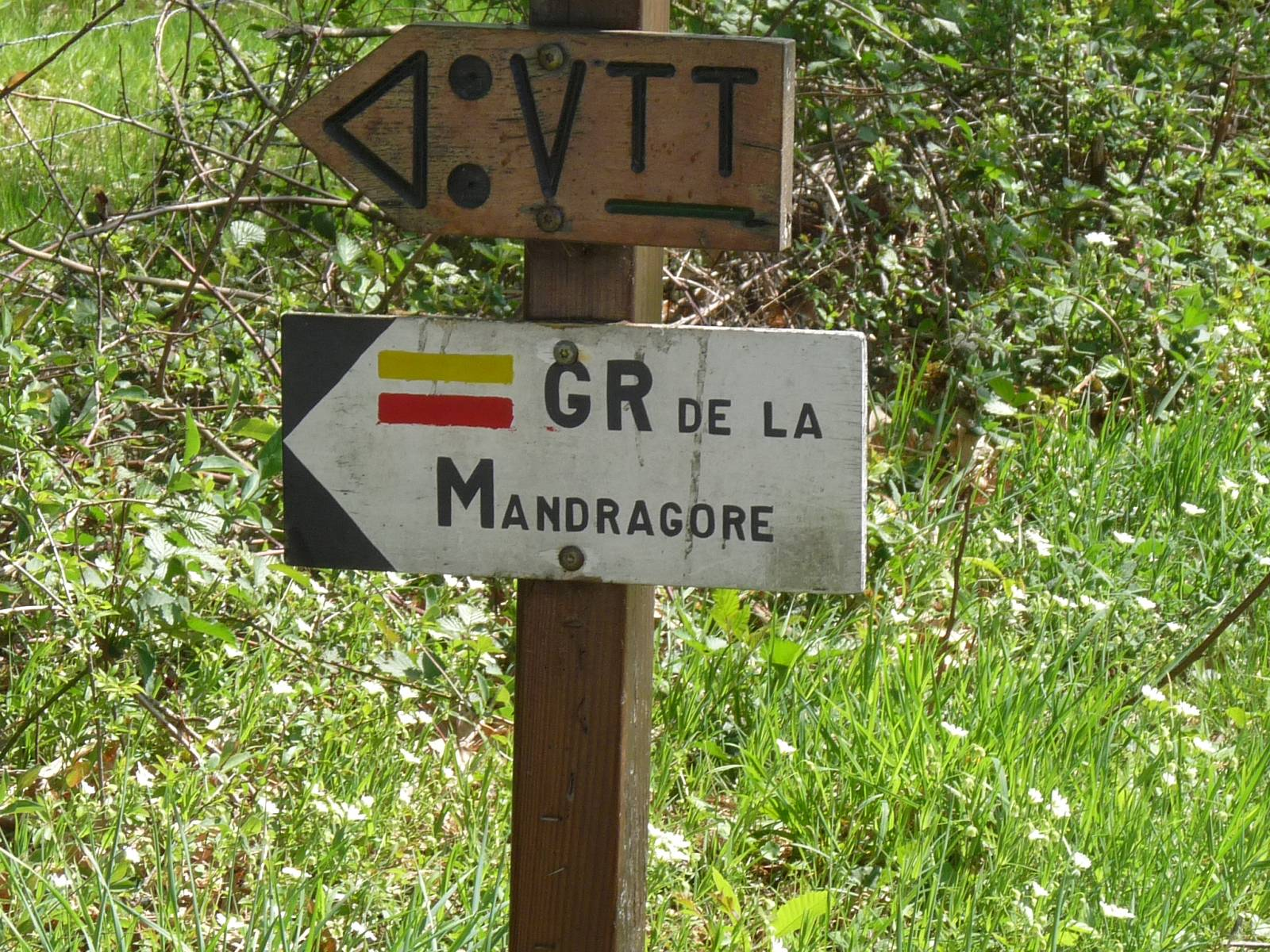
Panneau du GRP en haut du barrage de l'Issoire